# Оскорбление (фильм, 1973)
«Оскорбление» (англ. The Offence; другие варианты перевода — «Камень преткновения», «Обида») — драматический триллер Сидни Люмета, вышедший в 1973 году. В главных ролях задействованы Шон Коннери и Тревор Ховард.
Номинант на премию BAFTA в категории «Лучшая мужская роль второго плана» (Иэн Бэннен).

## Сюжет
Детектив-сержант Джонсон (Шон Коннери) работает полицейским уже более 20 лет. Во время допроса главного подозреваемого в насиловании несовершеннолетних девочек Бакстера (Иэн Бэннен) терпению Джонсона приходит конец. Детектив избивает Бакстера до смерти. Джонсон возвращается домой и серьёзно ссорится со своей женой Морин (Вивьен Мерчант). На следующий день суперинтендант Картрайт (Тревор Ховард) вызывает Джонсона на допрос, в течение которого детектив вспоминает, что произошло в тот злополучный день.

## В ролях
| Актёр          | Роль                              |
| -------------- | --------------------------------- |
| Шон Коннери    | детектив-сержант Джонсон          |
| Тревор Ховард  | лейтенант-суперинтендант Картрайт |
| Вивьен Мерчант | Морин Джонсон                     |
| Иэн Бэннен     | Кеннет Бакстер                    |
| Питер Боулс    | детектив-инспектор Кэмерон        |
| Дерек Ньюарк   | Фрэнк Джессард                    |
| Рональд Радд   | Лоусон                            |
| Джон Халлам    | Пэнтон                            |
| Ричард Мур     | Гарретт                           |
| Энтони Сагар   | Хилл                              |

## Создание
Когда Коннери согласился на возвращение в образ Джеймса Бонда в фильме «Бриллианты навсегда», компания United Artists предложила актёру два новых фильма, в одном из которых он должен был сыграть. Коннери выбрал «Оскорбление», тогда известное под рабочим названием «Что-то вроде правды». Сценарий был написан Джоном Хопкинсом, автором бродвейской пьесы «Твоя история», которая легла в основу фильма.
Съёмки фильма проводились в городе Брэкнелл, что в графстве Беркшир, и были закончены за один месяц. За сцену драки между героями Коннери и Бэннена был ответственен Боб Симмонс, главный дизайнер боевых сцен в «бондиане».